# Aiguillat à nageoires blanches
Centroscyllium ritteri
Espèce
Statut de conservation UICN

 DD  : Données insuffisantes
L'Aiguillat à nageoires blanches (Centroscyllium ritteri) est une espèce de requins de la famille des Etmopteridae, parfois incluse parmi les Dalatiidae.

## Répartition

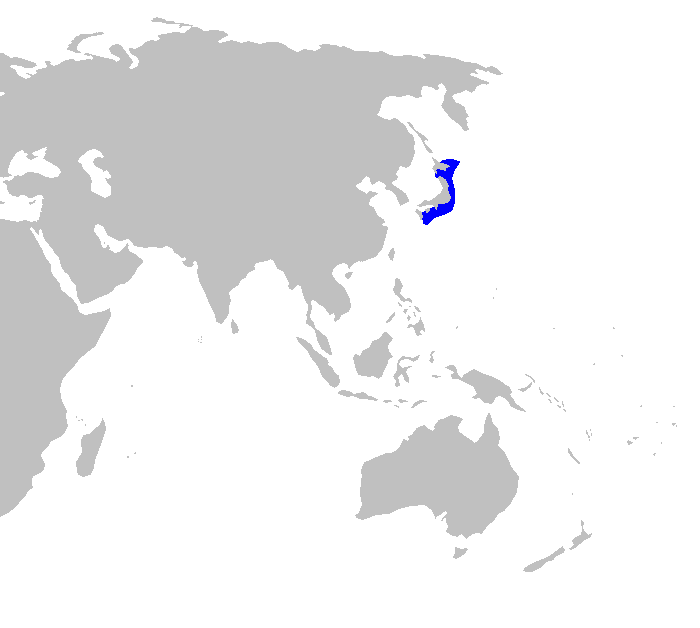
Répartition de l'Aiguillat à nageoires blanches.

Cette espèce vit dans l'océan Pacifique, le long des côtes sud-ouest du Japon.